# Возвращение II
«Возвращение II» (англ. «Redux II») — 2-й эпизод 5-го сезона сериала «Секретные материалы». Премьера состоялась 9 ноября 1997 года на телеканале FOX. Эпизод позволяет более подробно раскрыть так называемую «мифологию сериала», заданную в пилотной серии. Режиссёр — Ким Мэннэрс, автор сценария — Крис Картер, приглашённые звёзды — Митч Пиледжи, Уильям Дэвис, Чарльз Чиоффи.
В США серия получила рейтинг домохозяйств Нильсена, равный 15, который означает, что в день выхода серию посмотрели 24,84 миллиона человек.
Главные герои серии — Фокс Малдер (Дэвид Духовны) и Дана Скалли (Джиллиан Андерсон), агенты ФБР, расследующие сложно поддающиеся научному объяснению преступления, называемые Секретными материалами.

## Сюжет
В данном эпизоде Скалли попадает в больницу и объявляется Малдер, живой и невредимый. В ответ на обвинение во лжи Малдер говорит, что предатель в ФБР подверг Скалли раковой опухоли, и он, Малдер, знает его имя. Малдер предлагает спасти Скалли с помощью чипа, который был в жидкости, найденной Малдером в прошлой серии. Семья после некоторых протестов соглашается на этот шаг. В то же время Курильщик предлагает Малдеру сделку: правда в обмен на работу на Курильщика, от которой Малдер отказывается.
Курильщик, уже отдав микрочип Малдеру для того, чтобы Скалли выздоровела, понимает, что этого недостаточно, и привозит Малдеру его сестру, которая считает Курильщика своим отцом; сама она давно живёт своей жизнью, и у неё уже есть дети; про то, что их мама жива, она не знала, и когда Малдер предложил ей увидеть мать, расплакалась и не согласилась. В этой серии Малдер называет предателем председателя комиссии в ФБР, после чего начинаются зачистки, в том числе убивают Курильщика выстрелом из снайперской винтовки, тело его исчезает, но Скиннер уверен, что его убили, так как он потерял слишком много крови, и отдаёт Малдеру фотографию, найденную у Курильщика: на ней Малдер и его сестра ещё до похищения. Скалли пошла на поправку.